# Mallorca Open
Mallorca Open – żeński turniej tenisowy kategorii WTA International Series zaliczany do cyklu WTA Tour, rozgrywany na trawiastych kortach w hiszpańskiej Majorce w latach 2016–2019.

## Mecze finałowe

### gra pojedyncza kobiet
| Rok  | Zwyciężczyni         | Finalistka           | Wynik               |
| 2019 | Sofia Kenin          | Belinda Bencic       | 6:7(2), 7:6(5), 6:4 |
| 2018 | Tatjana Maria        | Anastasija Sevastova | 6:4, 7:5            |
| 2017 | Anastasija Sevastova | Julia Görges         | 6:4, 3:6, 6:3       |
| 2016 | Caroline Garcia      | Anastasija Sevastova | 6:3, 6:4            |

### gra podwójna kobiet
| Rok  | Zwyciężczynie                                  | Finalistki                                      | Wynik          |
| 2019 | Kirsten Flipkens Johanna Larsson               | María José Martínez Sánchez Sara Sorribes Tormo | 6:2, 6:4       |
| 2018 | Andreja Klepač María José Martínez Sánchez     | Lucie Šafářová Barbora Štefková                 | 6:1, 3:6, 10–3 |
| 2017 | Latisha Chan Martina Hingis                    | Jelena Janković Anastasija Sevastova            | walkower       |
| 2016 | Gabriela Dabrowski María José Martínez Sánchez | Anna-Lena Friedsam Laura Siegemund              | 6:4, 6:2       |